# Katja Andy
Katja Andy (* 23. Mai 1907 in Mönchengladbach als Käte Aschaffenburg; † 30. Dezember 2013 in New York) war eine US-amerikanische Pianistin und Klavierpädagogin deutsch-jüdischer Herkunft.

## Leben
Die Tochter des Mönchengladbacher Tuchfabrikanten Otto Aschaffenburg und seiner Frau Clara, geb. Ruben, kam früh mit klassischer Musik in Berührung und begann mit drei Jahren, Klavier zu spielen. Ihre Mutter war eine Schülerin von Clara Schumann. Im Haus der Eltern wohnten die Solisten der Orchesterkonzerte in Köln und Mönchengladbach, darunter berühmte Musiker wie Adolf Busch, Joseph Szigeti, Eugen d’Albert und Walter Gieseking. Der Pianist Edwin Fischer wurde zu einem Freund der Familie. 1924 wurde Käte Aschaffenburg in Berlin Schülerin von Edwin Fischer und Michael Wittels und besuchte häufig den Unterricht von Artur Schnabel.
Ab 1927 konzertierte sie im Duo mit Agi Jambor. Ab 1930 spielte sie häufig mit Edwin Fischers Kammerorchester und war seine Partnerin im Doppelkonzert von Mozart und den Konzerten für mehrere Klaviere von Bach, bei denen auch ihre Studienkollegin und Freundin Grete Sultan mitwirkte. Der vielversprechende Beginn einer Pianistenkarriere – für die kommende Saison waren bereits 60 Konzerte angesetzt – wurde durch die Machtübernahme der Nationalsozialisten vereitelt. Nachdem Käte Aschaffenburg als Jüdin verboten wurde, „arische“ Schüler zu unterrichten, floh sie im April 1933 nach Paris, wo sie nicht offiziell arbeiten durfte und von illegalen Zahlungen Edwin Fischers und kleinen eigenen Einkünften durch Korrepetition lebte. 1937 wurde sie, die sich seit ihrer Flucht Katja Andy nannte, wegen dieser verbotenen Tätigkeit nach einer Denunziation aus Frankreich ausgewiesen. Sie fuhr nach Deutschland zurück, um offizielle Ausreisepapiere zu erlangen, was ihr mit Hilfe ihrer Schneiderin, einer Bekannten von Hermann Göring, auch gelang.
Katja Andy floh noch 1937 in die USA und begleitete dort zunächst ein Jahr lang die Tänzerin Lotte Goslar auf einer Tournee. Sie ließ sich 1938 in Detroit nieder und erhielt 1945 die US-amerikanische Staatsangehörigkeit. 1948 nahm sie einen Lehrauftrag an der DePaul University in Chicago an. 1958 lernte sie in Luzern den Pianisten Alfred Brendel kennen, mit dem sie lebenslang befreundet blieb. 1960 ging sie nach New York, 1964 nach Boston, wo sie zunächst am Boston Conservatory, dann bis in die 1980er Jahre am New England Conservatory lehrte und zum Ehrendoktor ernannt wurde. Ihren Lebensabend verbrachte Andy ab 1991 in New York City, wo sie im Dezember 2013 im Alter von 106 Jahren starb.